# Campeonato de Finlandia de Rally
El Campeonato de Finlandia de Rally es una competición de rally que se celebra anualmente en Finlandia desde 1959. Es el principal campeonato y la lleva cabo la Federación de Finlandia de Rally: la AKK.
El primer año se llevó a cabo en 1959 y hasta 1969 se disputaba únicamente la categoría de grupo 1. En esos primeros años vencieron pilotos que posteriormente lograrían éxitos en pruebas internacionales como Rauno Aaltonen, Pauli Toivonen, Timo Mäkinen y Hannu Mikkola. En 1970 se introdujo la categoría de grupo 2 y posteriormente entre 1976 y 1978 también se disputaría la categoría de grupo 4. En la década de los 80 se disputó el grupo B, en 1987 el grupo 2 se sustituyó por el Grupo N y a partir de 1989 se dividió las categorías «A» y «N» para más y menos de 2000 c.c. con la creación de las categorías «a» y «n». A partir de 2005 la categoría «a» desapareció y en 2009 la categoría «N» pasó a llamarse SM1 y la «n» SM2. En 2013 se creó la categoría SM3 y en 2014 la SM4.

## Pruebas

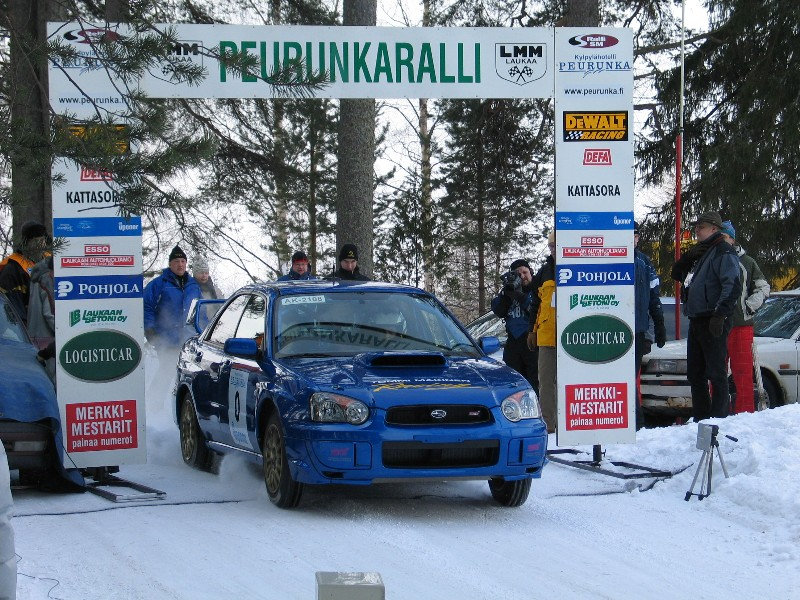
Mikko Hirvonen como coche cero en el Peurunka Rally de 2005.

- Arctic Lapland Rally
- SM Vaakuna-Ralli
- Hartikainen SM Itäralli
- SM O.K. Auto-ralli
- Vartti SM-ralli
- SM Finnsco-ralli

## Palmarés
| Año  | Grupo              | Grupo             | Grupo             | Grupo             | Grupo            |
| Año  | 1                  | 2                 | 4                 | a                 | n                |
| ---- | ------------------ | ----------------- | ----------------- | ----------------- | ---------------- |
| 1959 | Esko Keinänen      | -                 | -                 | -                 | -                |
| 1960 | Carl-Otto Bremer   | -                 | -                 | -                 | -                |
| 1961 | Rauno Aaltonen     | -                 | -                 | -                 | -                |
| 1962 | Pauli Toivonen     | -                 | -                 | -                 | -                |
| 1963 | Simo Lampinen      | -                 | -                 | -                 | -                |
| 1964 | Simo Lampinen      | -                 | -                 | -                 | -                |
| 1965 | Rauno Aaltonen     | -                 | -                 | -                 | -                |
| 1966 | Timo Mäkinen       | -                 | -                 | -                 | -                |
| 1967 | Simo Lampinen      | -                 | -                 | -                 | -                |
| 1968 | Hannu Mikkola      | -                 | -                 | -                 | -                |
| 1969 | Jorma Lusenius     | -                 | -                 | -                 | -                |
| 1970 | Eero Nuuttila      | Timo Mäkinen      | -                 | -                 | -                |
| 1971 | Eero Nuuttila      | Tapio Rainio      | -                 | -                 | -                |
| 1972 | Eero Nuuttila      | Tapio Rainio      | -                 | -                 | -                |
| 1973 | Kyösti Hämäläinen  | Timo Mäkinen      | -                 | -                 | -                |
| 1974 | Pentti Airikkala   | Hannu Mikkola     | -                 | -                 | -                |
| 1975 | Kyösti Hämäläinen  | Simo Lampinen     | -                 | -                 | -                |
| 1976 | Kyösti Hämäläinen  | Heikki Vilkman    | Tapio Rainio      | -                 | -                |
| 1977 | Kyösti Hämäläinen  | Hannu Valtaharju  | Ulf Grönholm      | -                 | -                |
| 1978 | Kyösti Hämäläinen  | Ulf Grönholm      | Markku Alén       | -                 | -                |
| 1979 | Veli Hirvonen      | Kyösti Hämäläinen | -                 | -                 | -                |
| 1980 | Mikael Sundström   | Kyösti Hämäläinen | -                 | -                 | -                |
| 1981 | Antero Laine       | Kyösti Hämäläinen | -                 | -                 | -                |
| 1982 | Harri Väänänen     | Kyösti Hämäläinen | -                 | -                 | -                |
|      | A                  | 2                 | B                 |                   |                  |
| 1983 | Mikael Sundström   | Kyösti Hämäläinen | Lasse Lampi       | -                 | -                |
| 1984 | Mika Arpiainen     | Kyösti Hämäläinen | Antero Laine      | -                 | -                |
| 1985 | Mika Arpiainen     | Kyösti Hämäläinen | Antero Laine      | -                 | -                |
| 1986 | Risto Buri         | Kyösti Hämäläinen | Timo Heinonen     | -                 | -                |
|      | A                  | N                 | B                 | a                 | n                |
| 1987 | Mikael Sundström   | Sakari Vierimaa   | Petteri Lindström | -                 | -                |
| 1988 | Mikael Sundström   | Tommi Mäkinen     | Petteri Lindström | -                 | -                |
| 1989 | Mikael Sundström   | Timo Kuivinen     | -                 | Teemu Tahko       | Petri Kaura      |
| 1990 | Sebastian Lindholm | Arto Kumpumäki    | -                 | Jarmo Kytölehto   | Jouni Ahvenlammi |
| 1991 | Lasse Lampi        | Marcus Grönholm   | -                 | Jarmo Kytölehto   | Ari Saxberg      |
| 1992 | Esa Saarenpää      | Jarmo Kytölehto   | -                 | Mika Kelkkanen    | Jukka Mäenpää    |
| 1993 | Sebastian Lindholm | Juha Hellman      | -                 | Timo Niinimäki    | Jorma Laakso     |
| 1994 | Marcus Grönholm    | Jari Latvala      | -                 | Heikki Westerlund | Jorma Laakso     |
| 1995 | Sebastian Lindholm | Mika Korhonen     | -                 | Harri Rovanperä   | Jorma Laakso     |
| 1996 | Marcus Grönholm    | Jouko Puhakka     | -                 | Tapio Laukkanen   | Harri Rämänen    |
| 1997 | Marcus Grönholm    | Jouko Puhakka     | -                 | Toni Gardemeister | Jani Pirttinen   |
| 1998 | Marcus Grönholm    | Jouko Puhakka     | -                 | Esa Saarenpää     | Hannu Jokinen    |
| 1999 | Pasi Hagström      | Janne Tuohino     | -                 | Kari Kivenne      | Tomi Tukiainen   |
| 2000 | Sebastian Lindholm | Jani Paasonen     | -                 | Jani Pirttinen    | Eero Räikkönen   |
| 2001 | Janne Tuohino      | Jouko Puhakka     | -                 | Tomi Tukiainen    | Kosti Katajamäki |
| 2002 | Sebastian Lindholm | Juha Salo         | -                 | Mikko Hirvonen    | Eero Räikkönen   |
| 2003 | Sebastian Lindholm | Hannu Hotanen     | -                 | Janne Vähämiko    | Timo Mäenpää     |
| 2004 | Sebastian Lindholm | Juha Salo         | -                 | Janne Vähämiko    | Juho Hänninen    |
| 2005 | Kosti Katajamäki   | Juha Salo         | -                 | -                 | Marko Mänty      |
| 2006 | Sebastian Lindholm | Jari Ketomaa      | -                 | -                 | Matti Rantanen   |
| 2007 | Jussi Välimäki     | Jari Ketomaa      | -                 | -                 | Joonas Lindroos  |
| 2008 | Ari Vihavainen     | Juha Salo         | -                 | -                 | Joonas Lindroos  |
|      |                    | SM1               |                   |                   | SM2              |
| 2009 | -                  | Jari Ketomaa      | -                 | -                 | Joonas Lindroos  |
| 2010 | -                  | Juha Salo         | -                 | -                 | Kalle Pinomäki   |
| 2011 | -                  | Juha Salo         | -                 | -                 | Kalle Pinomäki   |
| 2012 | -                  | Esapekka Lappi    | -                 | -                 | Joonas Lindroos  |
|      |                    | SM1               | SM3               | SM4               | SM2              |
| 2013 | -                  | Juha Salo         | Joonas Lindroos   | -                 | Jussi Vainionpää |
| 2014 | -                  | Karl Kruuda       | Samuli Vuorisalo  | Ville Hautamäki   | Kaspar Koitla    |
| 2015 | -                  | Juha Salo         | Jari Huttunen     | Ville Hautamäki   | Teemu Asunmaa    |
| 2016 | -                  | Juha Salo         | Anssi Rytkönen    | Jesse Turunen     | Teemu Asunmaa    |
| 2017 | -                  | Teemu Asunmaa     | Miika Hokkanen    | Joonas Lindroos   | Eerik Pietarinen |
| 2018 | -                  | Eerik Pietarinen  | Jaro Kinnunen     | Erno Kinnunen     | Eerik Pietarinen |

- Ref[1]